# マンフレド・ウガルデ
マンフレド・アロンソ・ウガルデ・アルセ（スペイン語: Manfred Alonso Ugalde Arce、2002年5月25日 - ）は、コスタリカ・エレディア出身のサッカー選手。FCスパルタク・モスクワ所属。コスタリカ代表。ポジションはFW。

## クラブ経歴
2019年初頭、デポルティーボ・サプリサで選手初出場。7月31日のCONCACAFリーグ2019ではベルモパン・バンディッツから2得点を奪い3-1の勝利に貢献した。同年10月21日には初のハットトリックを達成した。11月にはCONCACAFリーグで7試合4得点の結果を残した事で同大会の最優秀若手選手賞に輝いた。
2020年7月、シティ・フットボール・グループ傘下でベルギー・ファースト・ディビジョンBに所属するロンメルSKに完全移籍。トップ下でも起用されながら22試合11得点の結果を残した。
2021年6月25日、エールディヴィジのFCトゥウェンテへの期限付き移籍が発表された。2023年7月6日に完全移籍となり、4年契約を結んだ。
2024年1月29日、FCスパルタク・モスクワに移籍した。2024-25シーズンのロシア・プレミアリーグで17得点を記録しリーグ得点王となった。

## 代表経歴
2020年2月1日に行われたアメリカ合衆国代表との親善試合でマルコ・ウレーニャに代えて途中出場しコスタリカ代表初出場。